# Mungaoli
Mungaoli là một thị xã và là một nagar panchayat của quận Guna thuộc bang Madhya Pradesh, Ấn Độ.

## Địa lý
Mungaoli có vị trí 24°25′B 78°06′Đ / 24,42°B 78,1°Đ Nó có độ cao trung bình là 372 mét (1220 feet).

## Nhân khẩu
Theo điều tra dân số năm 2001 của Ấn Độ, Mungaoli có dân số 19.536 người. Phái nam chiếm 53% tổng số dân và phái nữ chiếm 47%. Mungaoli có tỷ lệ 67% biết đọc biết viết, cao hơn tỷ lệ trung bình toàn quốc là 59,5%: tỷ lệ cho phái nam là 75%, và tỷ lệ cho phái nữ là 58%. Tại Mungaoli, 16% dân số nhỏ hơn 6 tuổi.